# Picus (gen)
Picus este un gen de păsări din familia ciocănitoarelor, Picidae. Are reprezentanți în Europa, Asia și Africa de Nord. 

## Taxonomie
Genul Picus a fost înființat de naturalistul suedez Carl Linnaeus în 1758, în cea de-a zecea ediție a lucrării sale Systema Naturae. Numele genului înseamnă în latină „ciocănitoare”. Picus a fost un personaj din mitologia romană, primul rege din Latium care a fost transformat într-o ciocănitoare de către vrăjitoarea Circe. Dintre cele 13 specii ale genului enumerate de Linnaeus, naturalistul englez William John Swainson a desemnat ciocănitoarea verde europeană (Picus viridis) ca specie tip.
În prezent genul conține 14 specii:
| Imagine | Nume comun                  | Denumire științifică | Distribuție |
| ------- | --------------------------- | -------------------- | --- |
|         |                             | Picus chlorolophus   | India, Bhutan, Nepal, Bangladesh și Sri Lanka spre est până în Thailanda, Birmania, Cambodgia, Laos, Indonezia, Malaezia și Vietnam                                         |
|         |                             | Picus puniceus       | Brunei, Indonesia, Malaysia, Myanmar, Singapore și Thailanda. |
|         |                             | Picus viridanus      | din sud-estul Bangladeshului până în centrul Peninsulei Malay |
|         |                             | Picus vittatus       | Cambodia, China, Indonesia, Laos, Malaysia, Myanmar, Singapore, Thailanda și Vietnam.                                                                                       |
|         |                             | Picus xanthopygaeus  | Subcontinentul Indian și Asia de Sud-Est |
|         |                             | Picus squamatus      | Afghanistan, Iran, India, Nepal, Pakistan și Turkmenistan. |
|         | Ciocănitoare verde japoneză | Picus awokera        | Japonia. |
|         | Ciocănitoare verde          | Picus viridis        | Europa la sud de sudul Iugoslaviei, Bulgaria, Asia Mică, nordul Iranului și sud-vestul Turkmenistanului                                                                     |
|         | Ciocănitoare verde iberică  | Picus sharpei        | Europa |
|         | Ghionoaie de Atlas          | Picus vaillantii     | Maroc, Algeria și Tunisia în nord-vestul Africii |
|         | Ciocănitoare cu guler roșu  | Picus rabieri        | Cambodgia, China, Laos și Vietnam |
|         | Ciocănitoare cu cap negru   | Picus erythropygius  | Cambodgia, Laos, Myanmar, Thailanda și Vietnam. |
|         | Ciocănitoare verzuie        | Picus canus          | Europa Centrală, de Nord și de Est, precum și o centură largă la sud de pădurile boreale de conifere care traversează Asia până la coasta Pacificului, Sakhalin și Hokkaidō |
|         |                             | Picus dedemi         | Indonezia |